# Replikationsrate
Die Replikationsrate bezeichnet die Wachstumsrate, mit der eine Replikation des Genoms eines Lebewesens oder eine Replikation eines Moleküls (z. B. Viren, Viroide, Satelliten-DNA oder Prionen) erfolgt. Bei Lebewesen korreliert die Replikationsrate mit der Reproduktionsrate.

## Eigenschaften

### Nukleinsäuren
Da die Replikation von Nukleinsäuren semi-konservativ verläuft, also unter Erhalt jeweils eines der beiden DNA-Stränge beider doppelsträngiger Replikate, führt eine Runde der Replikation zu einer Verdopplung und {\displaystyle x} Runden zu einer Vervielfachung der Ausgangsanzahl um {\displaystyle 2^{x}}. Die für eine Runde der Replikation benötigte Zeitspanne wird als Generationszeit bezeichnet.
Die Anzahl {\displaystyle N} eines replizierbaren Objekts nach {\displaystyle x} Runden der Verdopplung beträgt, ausgehend von der Ausgangsanzahl {\displaystyle N_{0}}:
{\displaystyle N=N_{0}\cdot 2^{x}}
Aus der Generationszeit lässt sich umformen:
{\displaystyle \ln(2\cdot N_{0})=\ln N_{0}+k\cdot t\quad \Rightarrow \quad t={\frac {\ln 2}{k}}\approx {\frac {0{,}69}{k}}}
Eine hohe Replikationsrate dient im Allgemeinen der Sicherung der Existenz durch mehr Nachkommen sowie eine erleichterte Anpassung an veränderte Umgebungsbedingungen. Bei Pathogenen ermöglicht eine höhere Replikationsrate eine verstärkte Immunevasion durch mehr Fluchtmutationen. Die Replikationsrate eines Pathogens wirkt sich auf die Reproduktionszahl aus.

### Viren
Die burst size begrenzt bei lytischen Viren die Anzahl an viralen Genomen und somit die Anzahl an neugebildeten Viren pro infizierter Zelle und somit die Anzahl an Runden der Replikation pro infizierter Zelle, bevor eine Lyse der Wirtszelle einsetzt. Da die burst size {\displaystyle B} der Maximalwert von {\displaystyle N} in einer Zelle ist, ergibt sich:
{\displaystyle N_{0}\cdot 2^{x}\leq B}
und umgeformt
{\displaystyle 2^{x}\leq {\frac {B}{N_{0}}}}